# 마우리시오 빅토리노
마우리시오 베르나르도 빅토리노 단실로(스페인어: Mauricio Bernardo Victorino Dansilo)는 우루과이의 전 축구 선수이다. 현역 시절 포지션은 센터백이었다.

## 수상

### 팀
나시오날
- 우루과이 프리메라 디비시온 우승 3회: 2005, 2005–06, 2008–09

### 국가대표
- 2010년 FIFA 월드컵 4위
- 2011년 코파 아메리카 우승